# Spider-Man: Beyond the Spider-Verse
Spider-Man: Beyond the Spider-Verse là bộ phim hoạt hình của Hoa Kỳ ra mắt năm 2027 thuộc thể loại phim siêu anh hùng xoay quanh nhân vật Miles Morales / Người Nhện của hãng Marvel Comics, phim được sản xuất bởi Columbia Pictures và Sony Pictures Animation và do Sony Pictures Releasing phân phối. Đây là phần hậu truyện trực tiếp của Người Nhện: Du hành Vũ trụ Nhện (2023) vừa là phần phim thứ ba đồng thời cũng là phần phim cuối cùng của chuỗi ba bộ phim Vũ trụ Nhện, nơi được lấy bối cảnh tại đa vũ trụ gồm nhiều vũ trụ song song được gọi là "Vũ trụ Nhện". Phim được đạo diễn bởi Bob Persichetti và Justin K. Thompson với kịch bản do Phil Lord và Christopher Miller chấp bút cùng với David Callaham, bên cạnh sự tham gia lồng tiếng của Shameik Moore trong vai diễn Miles cùng Hailee Steinfeld, Jason Schwartzman và Karan Soni. Bộ phim sẽ tiếp tục đoạn kết bỏ lửng từ phần phim Du hành Vũ trụ Nhện với phân cảnh Miles bị mắc kẹt tại một vũ trụ song song và anh đang cố gắng giải cứu gia đình của mình.
Spider-Man: Beyond the Spider-Verse được công chiếu tại Hoa Kỳ vào ngày 4 tháng 6, 2027.

## Tiên đề
Spider-Man: Beyond the Spider-Verse được bắt đầu ngay sau các sự kiện tại Người Nhện: Du hành Vũ trụ Nhện (2023) với phân cảnh Miles Morales bị mắc kẹt tại một vũ trụ song song và anh đang cố gắng chạy trốn khỏi đó trong khi đang cứu gia đình của mình.

## Lồng tiếng
- Shameik Moore lồng tiếng vai Miles Morales / Spider-Man:
Một thiếu niên đã tiếp nhận danh hiệu Người Nhện của Vũ trụ Earth-1610 sau cái kết của Peter Parker tại vũ trụ này và cậu đang bị mắc kẹt tại một vũ trụ song song, Vũ trụ Earth-42[1][4]
- Hailee Steinfeld lồng tiếng vai Gwen Stacy / Spider-Woman: Một phiên bản của Gwen Stacy, người đã trở thành Nữ Người Nhện tại Vũ trụ Earth-65 và là người mà Miles thầm thích[5]
- Jason Schwartzman lồng tiếng vai Tiến sĩ Johnathon Ohnn / The Spot: Một cựu nhà khoa học từ Alchemax, sau một tai nạn, cơ thể của hắn bị bao phủ những cổng không gian nhỏ cho phép hắn có khả năng du hành qua các không gian và vũ trụ khác nhau.[6]
- Karan Soni lồng tiếng vai Pavitr Prabhakar / Người Nhện Ấn Độ: Một phiên bản từ một vũ trụ song song của Peter Parker, nơi mà anh sẽ được sinh ra tại Mumbattan, Ấn Độ[7]

Ngoài ra, phim còn có sự tham gia lồng tiếng của Jharrel Jerome, anh sẽ trở lại với vai diễn Miles G. Morales / Prowler của Vũ trụ Earth-42, nhân vật đã xuất hiện trong phân cảnh kết bỏ lửng từ phần phim trước, Người Nhện: Du hành Vũ trụ Nhện (2023).